# گروه رهبری آب و هوای کلانشهرها (C40)
گروه رهبری اقلیمی شهرهای C40 گروهی متشکل از 96 شهر است که نماینده یک دوازدهم جمعیت جهان و یک چهارم اقتصاد جهانی است. این گروه که توسط شهرها ایجاد و رهبری می‌شود، بر مبارزه با بحران آب و هوا و پیشبرد اقدامات شهری که انتشار گازهای گلخانه‌ای و خطرات آب و هوایی را کاهش می‌دهد، ضمن افزایش سلامت، رفاه و فرصت‌های اقتصادی ساکنان شهرها، متمرکز است.

## تاریخچه
C40 در اکتبر 2005 آغاز شد، زمانی که کن لیوینگستون، شهردار لندن، نمایندگان 18 کلان‌شهر را برای ایجاد توافقی در مورد کاهش مشارکتی آلودگی آب و هوا گرد هم آورد و «C20» را ایجاد کرد.در سال 2006، شهردار لیوینگستون و ابتکار اقلیمی کلینتون (CCI) به رهبری تلاش‌های بیل کلینتون، رئیس جمهور سابق ایالات متحده برای تقویت هر دو سازمان با هم همکاری کردند و تعداد شهرهای این شبکه را به 40 رساندند و به ارائه پروژه‌ها و مدیریت پروژه برای شهرهای شرکت‌کننده برای افزایش بیشتر تلاش‌های کاهش انتشار گازهای گلخانه‌ای کمک کردند.

## عضویت
در حالی که C40 در ابتدا کلان‌شهرها را به دلیل ظرفیت بیشترشان برای مقابله با تغییرات اقلیمی هدف قرار داده بود، C40 اکنون سه نوع دسته‌بندی عضویت ارائه می‌دهد تا تنوع شهرهایی را که برای مقابله با تغییرات اقلیمی اقدام می‌کنند، منعکس کند. این دسته‌بندی‌ها ویژگی‌هایی مانند اندازه جمعیت، تولید اقتصادی، رهبری زیست‌محیطی و مدت عضویت یک شهر را در نظر می‌گیرند.
1. کلان‌شهرها
- جمعیت: جمعیت شهر 3 میلیون یا بیشتر، و/یا جمعیت منطقه شهری 10 میلیون یا بیشتر، چه در حال حاضر و چه در پیش‌بینی برای سال 2025. یا
- تولید ناخالص داخلی: یکی از 25 شهر برتر جهانی، رتبه‌بندی شده بر اساس تولید ناخالص داخلی فعلی، بر اساس برابری قدرت خرید (PPP)، چه در حال حاضر و چه در پیش‌بینی برای سال 2025.

2. شهرهای نوآور
- شهرهایی که واجد شرایط کلان‌شهر نیستند اما رهبری روشنی در کارهای زیست‌محیطی و تغییرات اقلیمی نشان داده‌اند.
- یک شهر نوآور باید به دلیل کارهای اقلیمی مانع‌شکن، پیشرو در زمینه پایداری زیست‌محیطی و یک "شهر لنگر" شناخته شده منطقه‌ای برای منطقه شهری مربوطه باشد.

۳. شهرهای ناظر
- یک دسته کوتاه‌مدت برای شهرهای جدیدی که برای اولین بار درخواست عضویت در C40 را می‌دهند؛ تمام شهرهایی که برای عضویت در کلان‌شهر یا نوآوران درخواست می‌دهند، در ابتدا به عنوان ناظر پذیرفته می‌شوند تا زمانی که الزامات مشارکت سال اول C40 را برآورده کنند، تا یک سال.
- یک دسته بلندمدت‌تر برای شهرهایی که دستورالعمل‌ها و الزامات مشارکت کلان‌شهر یا شهر نوآوران را برآورده می‌کنند، اما به دلایل نظارتی یا رویه‌ای محلی، قادر به تأیید سریع مشارکت به عنوان کلان‌شهر یا شهر نوآور نیستند.

## اعضا
C40 دارای 96 شهر عضو در هفت منطقه جغرافیایی است.
- آفریقا
  -  ساحل عاج - آبیجان
  -  غنا - آکرا
  -  اتیوپی - آدیس آبابا
  -  آفریقای جنوبی - کیپ‌تاون
  -  سنگال - داکار
  -  تانزانیا - دارالسلام
  -  آفریقای جنوبی - دوربان
  -  آفریقای جنوبی - اکورهولنی
  -  سیرالئون - فری‌تاون
  -  آفریقای جنوبی - ژوهانسبورگ
  -  نیجریه - لاگوس
  -  کنیا - نایروبی
  -  آفریقای جنوبی - تشوانه
- شرق آسیا
  -  چین - پکن
  -  چین - چنگدو
  -  چین - دالیان
  -  چین - فوژوو
  -  چین - گوانگ‌ژوو
  -  چین - هانگژو
  -  چین - نانجینگ
  -  چین - چینگ‌دائو
  -  چین - شانگهای
  -  چین - شنژن
  -  چین - ووهان
  -  چین - جنجیانگ
  -  هنگ کنگ - هنگ کنگ
  -  ژاپن - توکیو
  -  ژاپن - یوکوهاما
  -  کره جنوبی - سئول
- اروپا
  -  دانمارک - کپنهاگ
  -  فرانسه - پاریس
  -  آلمان - برلین
  -  آلمان - هایدلبرگ
  -  یونان - آتن
  -  ایتالیا - میلان
  -  ایتالیا - رم
  -  ایتالیا - ونیز
  -  هلند - آمستردام
  -  هلند - روتردام
  -  نروژ - اسلو
  -  لهستان - ورشو
  -  پرتغال - لیسبون
  -  روسیه - مسکو
  -  اسپانیا - بارسلون
  -  اسپانیا - مادرید
  -  سوئد - استکهلم
  -  ترکیه - استانبول
  -  بریتانیا - لندن
- آمریکای جنوبی
  -  آرژانتین - بوئنوس آیرس
  -  برزیل - کوریتیبا
  -  برزیل - ریو دو ژانیرو
  -  برزیل - سائو پائولو
  -  برزیل - سالوادور
  -  شیلی - سانتیاگو
  -  کلمبیا - بوگوتا
  -  کلمبیا - مدئین
  -  اکوادور - کیتو
  -  پرو - لیما
  -  ونزوئلا - کاراکاس
- آمریکای شمالی
  -  کانادا - مونرئال
  -  کانادا - تورنتو
  -  کانادا - ونکوور
  -  مکزیک - گوادالاخارا
  -  مکزیک - مکزیکوسیتی
  -  ایالات متحده آمریکا - آستین
  -  ایالات متحده آمریکا - بوستون
  -  ایالات متحده آمریکا - شیکاگو
  -  ایالات متحده آمریکا - هیوستون
  -  ایالات متحده آمریکا - فینیکس
  -  ایالات متحده آمریکا - لس آنجلس
  -  ایالات متحده آمریکا - میامی
  -  ایالات متحده آمریکا - نیواورلئان
  -  ایالات متحده آمریکا - نیویورک
  -  ایالات متحده آمریکا - فیلادلفیا
  -  ایالات متحده آمریکا - پورتلند
  -  ایالات متحده آمریکا - سان فرانسیسکو
  -  ایالات متحده آمریکا - سیاتل
  -  ایالات متحده آمریکا - واشینگتن دی.سی.
- جنوب و غرب آسیا
  -  بنگلادش - داکا
  -  هند - بنگلور
  -  هند - چنای
  -  هند - جیپور
  -  هند - کلکته
  -  هند - بمبئی
  -  هند - دهلی نو
  -  هند - احمدآباد
  -  اسرائیل - تل‌آویو
  -  اردن - امان
  -  پاکستان - کراچی
  -  امارات متحده عربی - دبی
- جنوب شرق آسیا و اقیانوسیه
  -  استرالیا - ملبورن
  -  استرالیا - سیدنی
  -  اندونزی - جاکارتا
  -  مالزی - کوالا لامپور
  -  نیوزیلند - اوکلند
  -  فیلیپین - کزون سیتی
  -  سنگاپور - سنگاپور
  -  تایلند - بانکوک
  -  ویتنام - هانوی
  -  ویتنام - هوشی‌مین

## شرکا
C40 عضو اتحاد واکسن مردمی است. شرکای دیگر عبارتند از:
- بنیاد کلینتون
- موسسه سیاست حمل و نقل و توسعه (ITDP)
- شورای بین‌المللی ابتکارات زیست‌محیطی محلی (ICLEI)
- شورای بین‌المللی حمل و نقل پاک (ICCT)
- شهرهای متحد و دولت‌های محلی (UCLG)
- بانک جهانی
- موسسه منابع جهانی (WRI)